# OGLE-2005-BLG-390L b

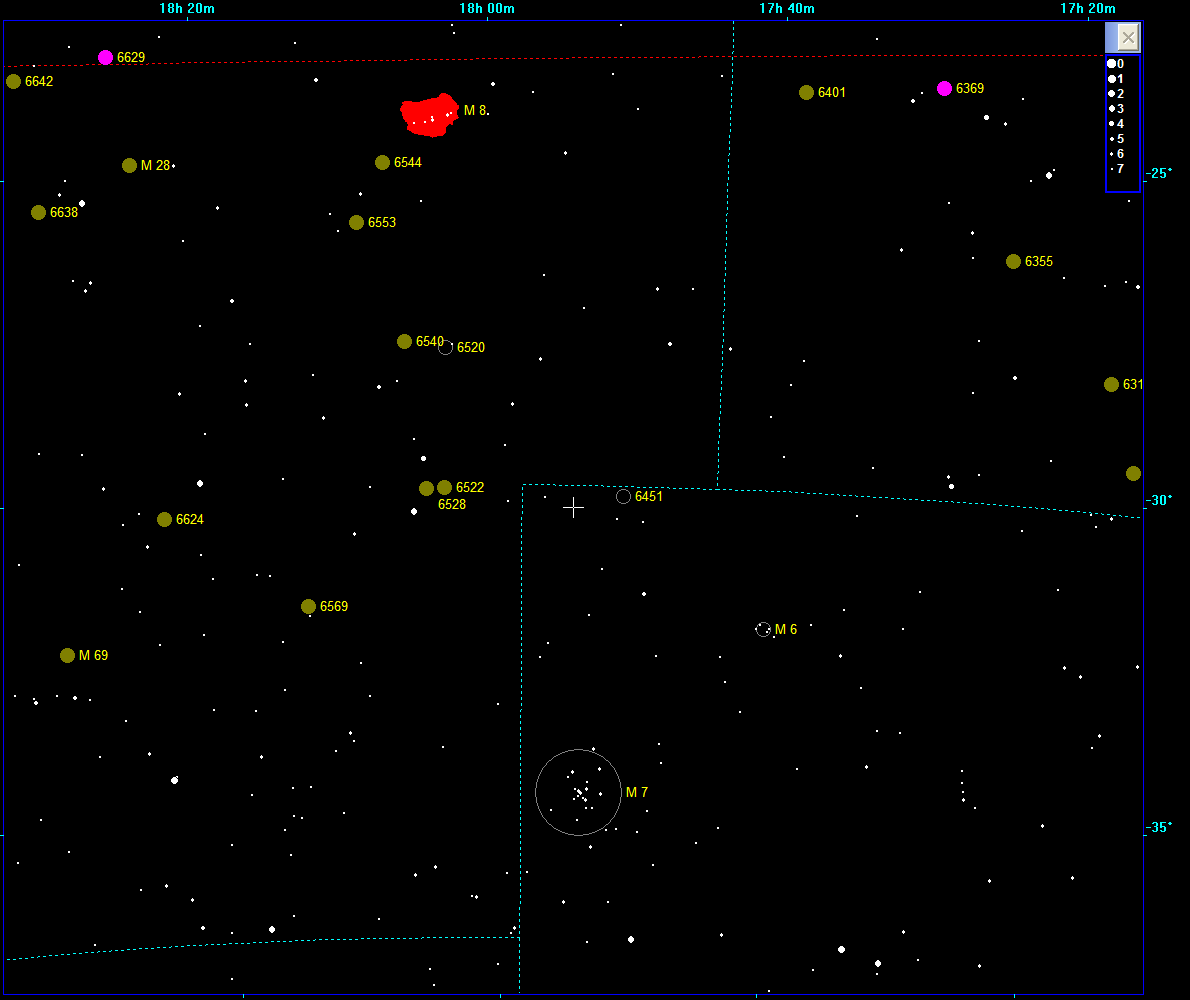
Position von OGLE-2005-BLG-390L b am Nachthimmel

OGLE-2005-BLG-390L b, auch kurz OGLE-05-390L b genannt, ist die Bezeichnung für einen Exoplaneten, der den Roten Zwerg OGLE-2005-BLG-390L in einer Entfernung von 2,6 astronomischen Einheiten (AE) einmal in zehn Erdjahren umkreist. Der Stern besitzt etwa ein Fünftel der Masse der Sonne und ist im Sternbild Schütze. Mit einer Entfernung von ungefähr 6.500 Parsec (ca. 21.000 Lj) hatte der Planet zum Zeitpunkt der Entdeckung die größte bekannte Entfernung eines Exoplaneten zur Erde. OGLE-2005-BLG-390L b besitzt etwa die fünffache Erdmasse.

## Weitere Details
Der erste Hinweis auf den Planeten wurde am 10. August 2005 mithilfe des dänischen 1,54-Teleskopes auf der ESO-Sternwarte La Silla in Chile gefunden. Die Entdeckung wurde im Januar 2006 als gemeinsames Resultat der vier Projekte PLANET (Leiter: Jean-Philippe Beaulieu, Paris, und Martin Dominik, St. Andrews), RoboNet (Leiter: Michael Bode, Liverpool, und Keith Horne, St. Andrews), OGLE (Leiter: Andrzej Udalski, Warschau) und MOA (Leiter: Phil Yock, Auckland) veröffentlicht.

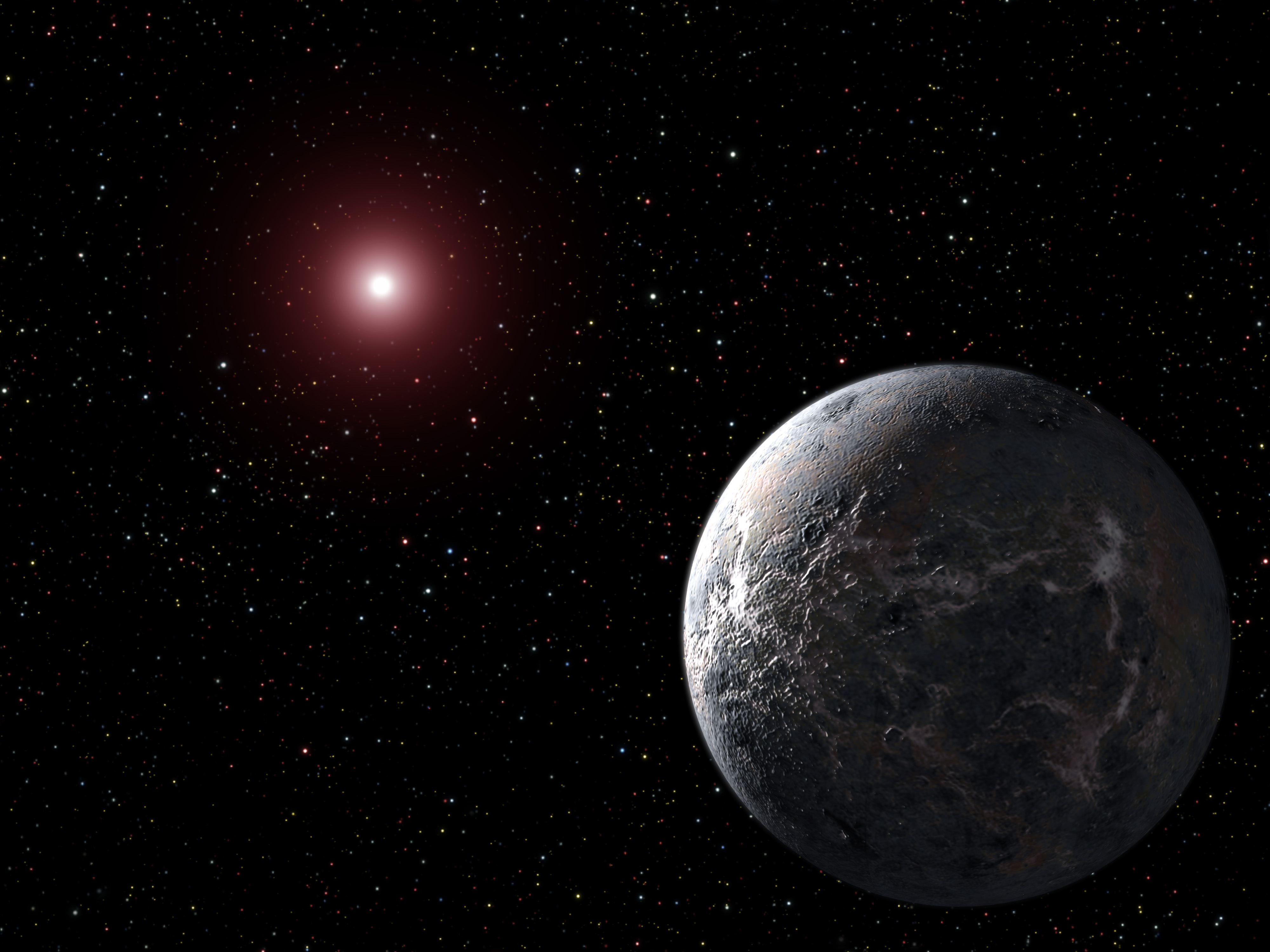
Fantasiebild des Exoplaneten mit seinem Muttergestirn

OGLE-2005-BLG-390L b gilt aufgrund seiner geringen Masse als recht erdähnlicher Exoplanet und besteht vermutlich größtenteils aus Eis und Gestein. Aufgrund der geringen Größe und vergleichsweise geringen Strahlung seines „Muttersterns“, den er umkreist, sowie der großen Entfernung beträgt die Oberflächentemperatur des Planeten nur etwa 50 Kelvin (−220 °C), so dass die Entwicklung von Leben (so wie wir es kennen) auf Basis von flüssigem Wasser sehr unwahrscheinlich ist.
Zuerst nachgewiesen werden konnte der Himmelskörper mit Hilfe des Mikrolinseneffektes.